# Kolla
Kolla  (лат.) — род цикадок из отряда полужесткокрылых. Около 40 видов.

## Описание
Цикадки длиной около 5—7 мм. Стройные, с глазками, примерно одинаково удаленными от основания и переднего края темени. Для СССР указывался 1 вид чёрного цвета. В мировой фауне 47 видов.
- Kolla atramentaria Motsch. — Дальний Восток, Китай.